# 仙家寨（汽车北站）站
仙家寨（汽车北站）站是青岛地铁1号线的地铁车站，位于中华人民共和国山东省青岛市城阳区重庆北路与锦亭路交叉口，于2020年12月24日开通。

## 车站结构
仙家寨（汽车北站）站位于重庆北路与锦亭路交叉口，沿重庆北路路西设置，呈南北走向，为地下三层岛式站台车站，车站长153米，标准段宽22.1米，车站地下一层为站厅层，地下二层为设备层，地下三层为站台层，站台设置全高站台门。
| 地面              | 出入口 | A1、A2、A3、B出入口                                                                                 |
| 地下一层          | 站厅   | 客服中心、自动售票机、验票机                                                                        |
| 地下二层          | 设备   | 车站设备                                                                                            |
| 地下三层          | 站台   | \| \| \| 1号线往东郭庄（流亭） \| \| 島式 · 開左邊车门 \| \| \| \| \| \| 1号线往王家港（瑞金路） \| |
|                   |        | 1号线往东郭庄（流亭）                                                                               |
| 島式 · 開左邊车门 |        | |
|                   |        | 1号线往王家港（瑞金路）                                                                             |

## 出入口
仙家寨（汽车北站）站共设4个出入口，各出口及周围设施如下所示：
| 编号                    | 指示         | 建议前往的目的地 | 图片 |
| ----------------------- | ------------ | ---------------- | ---- |
| A · 1 · 出口            | 重庆北路(西) |                  |      |
| A · 2 · 出口            | 重庆北路(东) | 青岛汽车北站     |      |
| A · 3 · 出口 · （设有） | 重庆北路(东) | 青岛汽车北站     |      |
| B · 出口                | 重庆北路(西) |                  |      |
| 图例： 设有             |              |                  |      |

## 接驳交通

### 公交车
- 汽车北站：38路，116路，117路，118路，120路，121路，373路，374路，428路，605路，606路，608路，640路，642路，763路，767路，908路，935路，938路，941路，4201路，4211路

## 车站历史
本站工程名与公示名为汽车北站，正式站名为仙家寨（汽车北站）站，以车站所处的仙家寨社区与附近的青岛汽车北站命名。
- 2020年12月24日，车站随1号线北段通车开通[1]。